# مرتزقة شبه الجزيرة الإيبيرية القديمة

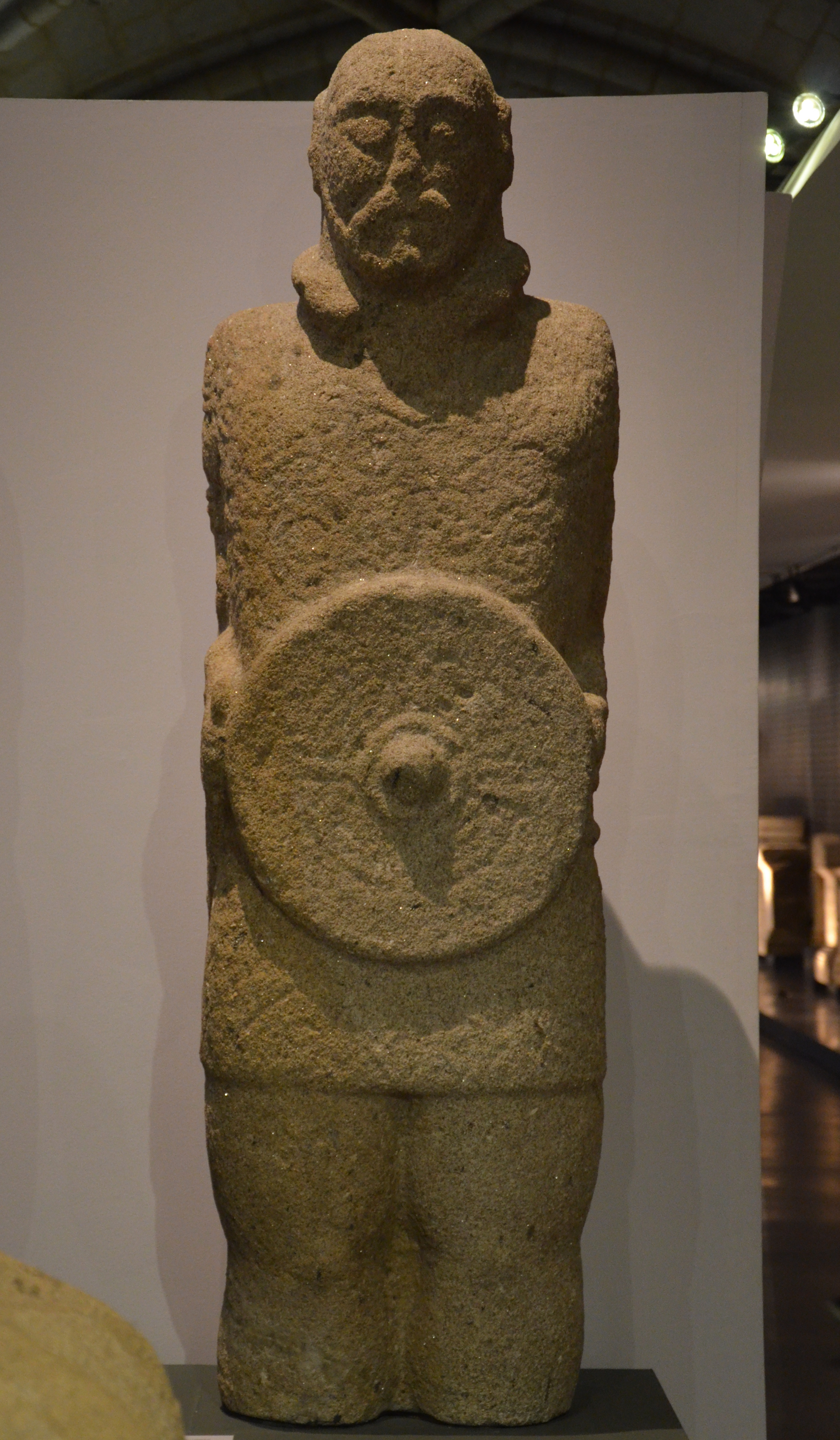
تمثال لمحارب لوسيتاني قديم في لشبونة.

سُجل أسلوب حياة المرتزقة من بين أعراف إسبانيا في العصر الحديدي، وفي المنطقة الوسطى من شبه الجزيرة الإيبيرية على وجه التحديد. إذ كانت هجرة القبيلة الأم والتقدم للخدمة في قبائل أخرى طريقة لفرار الشبان المعوزين من الفقر وإيجاد فرصة لاستخدام مهاراتهم القتالية. وبدءًا من القرن الخامس قبل الميلاد، أصبح أسلوب حياة المرتزقة ظاهرة اجتماعية حقيقية في هسبانيا، مع توافد أعداد كبيرة من المحاربين القادمين من أراض بعيدة للانضمام إلى جيوش قرطاج وروما وصقلية وحتى اليونان، إضافة إلى شعوب إسبانية أخرى.
ويوصف هؤلاء المرتزقة مرارًا وتكرارًا في كتابات مؤلفين مثل سترابو وثوسيديديس بأنهم في عداد أفضل القوات المحاربة في منطقة البحر الأبيض المتوسط، إلى جانب وجودهم –وفقًا للمؤرخ ليفيوس– ضمن أعلى وحدات النخبة منزلة في جيش حنبعل (زهرة الجيش، باللاتينية: id roboris in omni exercitu). ويذكرهم بوليبيوس بوصفهم سبب انتصار القرطاجيين في عدة معارك خلال الحرب البونيقية الثانية.

## الخلفية
كثيرًا ما يصعب التفريق في التدوين التاريخي القديم بين المرتزقة بالمعنى الحرفي للتسمية وبين التبّع الأجانب الذين يُجرّون إلى ساح القتال عن طريق المعاهدات أو الرهائن الذين يؤخذون عوضًا عن الدفع. وبشكل مشابه، يصعب تحديد أصل المرتزقة الإسبان أيضًا حين يرد ذكرهم، لكون التسميات التي استُخدمت آنذاك للإشارة إلى سكان شبه الجزيرة الإيبيرية مبهمة إلى حد كبير، إذ كثيرًا ما استُخدمت تسمية «الإيبيري» العامة لتشمل –إضافة إلى قبائل الساحل الإيبيري– كل الشعوب الهسبانية الأخرى. غير أنه ثمة دليل على تطور هسبانيا بصفتها مورد غني للمرتزقة في المراحل المبكرة من العصر الحديدي، وكانت الأسباب المؤدية إلى ذلك اقتصادية بشكل رئيسي، إذ شكّلت هجرة القبيلة الأم لخدمة عصبة أخرى أكثر ثراء طريقةً لهرب الشبان المعوزين من الفقر في مواطنهم الأصلية، التي شاع وقوعها تحت نير اللامساواة الاقتصادية المجحفة. ووُجدت الأمثلة الرئيسية على ذلك في لوسيتانيا وإيبيريا الكلتية، حيث تركزت الأراضي القابلة للحراثة في أيدي بضعة ملّاك، مما جعل أسلوب حياة المرتزقة الخيار البديل الوحيد للصوصية وقطع الطرق. بيد أنه من غير الممكن نبذ التاريخ الطويل للحروب القبلية والثقافة الحربية التي شاعت بين قبائل هسبانيا بوصفه عاملًا آخر لخيار المرتزقة. ولقد عُرف السكان الأصليون لجزر البليار وأهالي الجبال في منطقة كانتابريا بتراث المرتزقة الراسخ لديهم أيضًا.
لم يكن المرتزقة الإسبان يعملون بشكل فردي، بل في وحدات صغيرة تشكلت من الأصدقاء والأقرباء، ويخضعون لإدارة زعمائهم ويحافظون على خصالهم الثقافية، ومن ضمنها عادات التسلح والتكتيكات. ولم يكن المرتزقة يعودون إلى بلادهم في هسبانيا بعد تركها دائمًا، وقد عُرف بعضهم –مثل سكان جزر البليا– بإنفاق كامل ما يجنونه من المال خلال فترة خدمتهم، لكنهم كانوا يقابَلون بالهيبة والشهرة وسط أبناء بلادهم إن اجتمعوا، نظرًا إلى الخصال الحربية لمجتمعاتهم. بيد أن توجههم لم يكن نحو الخارج على الدوام، بل كانوا يقصدون أيضًا مناطق هسبانيا القريبة التي تتمتع بمكانة اقتصادية أفضل، مثل تورديتانيا وباستيتانيا. وكان أهم زعماء الحرب الجنوبيين، مثل إندورتيس وإيستولاتيوس وربما أوداكس وديتالكوس ومينوروس، من الكلت الذين استأجرهم أهل تورديتانيا. وعلى الرغم من ذلك، فقد كانت أهم أدوار لعبها المرتزقة الإسبان في التاريخ القديم هي مشاركتهم في جيوش قرطاج وروما والأراضي الهيلينية. وكان من بين مراكز التجنيد الهامة كل من قادس وإمبوريس وكاستولو (باللاتينية: Gadir, Empúries, Castulo) وباريا (التي تُسمى اليوم فياريكوس، بالإسبانية: Villaricos) وجزر البليار. وكان المرتزقة الهسبان مرغوبين بسبب قوتهم وانضباطهم ومهارتهم عدا عن أسلحتهم ووحشيتهم، وعم الاعتقاد خارج شبه الجزيرة الإيبيرية أن سكانها كانوا يأكلون لحوم البشر حتى، مثل بقية الهمجيين كما يُزعم.

## القرنان الخامس والرابع قبل الميلاد
وردنا أول ذكر للمرتزقة الإسبان من سجلات الحروب الصقلية (460-307 ق.م.)، حيث شكلوا جزءًا من جيش قرطاج على أرض صقلية. وعلى الرغم من أنهم ربما كانوا على رأس عملهم بالفعل بحلول عام 535 ق.م. في حملاتهم في سردينيا، فقد قُدموا بشكل حقيقي في معركة هيميرا عام 480 ق.م.، حين شكلوا –حسب ديودور وهيرودوت– جزءًا حملة حملقار الأول ضد القوات الإغريقية التابعة لجيلون. وتعود وفود كبيرة من الإيبيريين للظهور في واقعة الاستيلاء على سيلينوس، إضافة إلى معركة هيميرا الثانية ومعارك أكرغاس وجيلا وكامارينا وحصار سرقوسة في عام 404 ق.م.
غير أن الإغريق –وربما بتأثير من نجاح الإسبان– بدأوا يستأجرونهم هم أنفسهم في الحرب البيلوبونيزية، إذ جلب ألكيبيادس بعضًا منهم معه إلى الاتحاد البيلوبونيزي بعد حملة تجنيد في صقلية. وشهد النزاع الأخير أيضًا مشاركة الإيبيريين في الانقلاب الأثيني عام 411 ق.م، إذ قدموا المساعدة للأوليغارشية بناء على أوامر من أرسطرخس الأثيني. وفي عام 396 ق.م، بعد أن تخلى القائد القرطاجي هيميلكو عن جميع مرتزقته وتركهم ليلاقوا مصيرهم عقب مغادرته لصقلية في الحرب الصقلية الثالثة، كانت قوات شبه الجزيرة الإسبانية هي الوحيدة التي لم تتعرض للإبادة. وحسب ديودور، فقد اتحدوا في كيان حربي وقدموا خدماتهم لديونيسيوس الأول حاكم سرقوسة، فنالوا إعجابه وعينهم ضمن حرسه الشخصي. وفيما بعد، عام 368 ق.م، أرسل ابنُه ديونيسيوس الثاني وفدًا من الكلت والإيبيريين (تعبير ربما أريد منه الإيبيريون الكلت أو شعب آخر من شعوب الكلت الإسبان) إلى الحرب التي نشبت بين ثيفا وأسبرطة في سبيل التخفيف المؤقت عن الإسبرطيين في حصار كورينثوس، وأنجزوا ذلك الأمر.
عندما زار أفلاطون تلميذه ديونيسيوس الثاني في عام 361 ق.م، شهد تمردًا وجيزًا قاده مرتزقة الملك بسبب محاولاته لتخفيض أجورهم. زحفوا باتجاه الأكروبوليس ينشدون أهازيجهم الحربية، وبثوا الخوف في ديونيسيوس الثاني فتراجع وأعطاهم أكثر مما طالبوا به.